# TransMetro (Monterrey)
El TransMetro es un sistema de transporte rápido por autobús en la ciudad de Monterrey, Nuevo León, México. Fue inaugurado el 28 de noviembre de 2002 bajo el nombre de Premetro, sin embargo posteriormente fue renombrado a TransMetro como se lo conoce actualmente.
A diferencia del Metrobús de la Ciudad de México; el sistema TransMetro si forma parte del sistema Metrorrey. El costo del servicio es de $15.00 ($9.50 preferencial), el pago se realiza al abordar la unidad únicamente con la tarjeta prepago MIA/Me Muevo, así como también con las aplicaciones Urbani y E-UANL, la tarjeta debe acercarse al validador de la unidad o en su defecto el código QR generado con las aplicaciones anteriores.

## Rutas

### Talleres - Cabezada - La Alianza
El servicio en la estación Talleres inició el 28 de noviembre de 2002. Es operada por Grupo SATI desde el 10 de mayo de 2025, su flotilla está compuesta por 21 unidades Ankai de 12 metros, las cuales cuentan con piso bajo y accesibilidad total. Recorre enteramente la Av. Cabezada, pasando por las zonas de Solidaridad y la Alianza, posteriormente continúa por la Av. Antiguos Ejidatarios para incorporarse por la Av. La Alianza, la cual posteriormente cambia de nombre a Av. San Bernabé, recorre esta hasta su punto de retorno en la calle 12 de agosto.

### Talleres - No Reelección
Su servicio inició el 28 de noviembre de 2002. Es operada por Grupo TUS desde el 29 de abril de 2025, su flotilla está integrada por 13 unidades modelo Marcopolo Yutong Attivi. Su recorrido parte de la estación por la Av. Aztlán, hasta su cruce con la Av. No Reelección y teniendo como punto de fin del recorrido el cruce de esta última con Av. de los Astros. Esta ruta brinda el servicio principalmente a las colonias Mirasol, Fomerrey 25, 51, 109, 114 y 116.

### Talleres - Julio A. Roca
Comenzó operaciones el 28 de noviembre de 2002, es operada por Grupo TUS desde el 29 de abril de 2025, su flotilla está integrada por 12 unidades modelo Marcopolo Yutong Attivi. Recorre parte de la Av. Julio A. Roca hasta su final, en la zona de la colonia Fomerrey 35, dando servicio a las colonias El Porvenir, Fomerrey 24, 35, 112 y Fomerrey 113. 

### Mitras - Villas de San Francisco
Esta ruta es operada por Transpaís con una flotilla es de 23 unidades modelo Marcopolo Volvo Torino Low Entry, inició operaciones el 28 de marzo de 2023. Su recorrido parte de la estación Mitras por la Av. Rodrigo Gómez y Av. Aztlán, gira por la calle Esquistos para continuar por brevemente por las calles Julio A. Roca y Apolo hasta la Av. Camino Real, la cual posteriormente cambia de nombre a Camino a las Pedrera, gira en la Av. Constitución y continúa por esta hasta la Av. Vista Regia, en la colonia Buenavista, gira por Av. Paraíso para incorporarse a la Av. San Miguel hasta girar en la calle Carpintero, continúa por la Av. San Francisco de Asis y gira en Av. Águila Real hasta retornar en su cruce con la calle Franciscanos.

#### Alimentador Palmiras - Villas de San Francisco
El 14 de diciembre de 2023 fue lanzado un ramal alimentador a esta ruta, así como también para el ramal Sendero - Buenavista. Este ramal es operado con unidades Marcopolo Volvo Torino Low Entry y tiene el punto de enlace en el cruce de las calles Paseo de las Aves y Av. Constitución en la colonia Privadas de Camino Real II, parte por Av. Constitución para incorporarse a la Av. Camino a las Pedreras hasta la Av. Palmiras, en la colonia del mismo nombre, retorna en el cruce de esta con Av. 2 hacia el punto de enlace.

### Cuauhtémoc - San Agustín – Gomez Morin
Es operada temporalmente con 12 unidades Yutong ZK6128HG, comenzó a operar el 24 de abril de 2023. Parte desde el cruce de las avenidas Pino Suárez y Colón (acceso a estación Cuauhtémoc), recorre la Av. Colón hasta la calle Roble, posteriormente continúa por Av. Madero para tomar Av. Venustiano Carranza, desde este punto recorre esta avenida atravesando el túnel de la Loma Larga para continuar por la Av. José Vasconcelos hasta la Av. Manuel Gómez Morín donde tiene su punto de retorno, cerca del Palacio de Hierro en el municipio de San Pedro Garza García.

### Félix U. Gómez - Monte Cristal
Esta ruta inició su operación el 3 de abril de 2023, es operada en conjunto por Grupo Lazcano y TUESA con una flota de 22 unidades Fotón C12. Su recorrido inicia en la estación Félix U. Gómez, partiendo por la Av. Madero hasta el centro de Guadalupe, el cual lo atraviesa por la Av. Morelos hasta la Av. Tolteca, continúa por la Av. Eloy Cavazos hasta la Carretera a San Roque por donde llega a colonias Monte Cristal y Los Cometas en el municipio de Juárez.

### Y Griega - Dos Ríos
Esta ruta es operada en conjunto por Grupo Lazcano y TUESA con 10 unidades modelo Fotón C12. Inició operaciones el 29 de noviembre de 2022 partiendo desde la estación Eloy Cavazos tomando la Av. Benito Juárez y la Av. Plutarco Elías Calles hasta la colonia Dos Ríos. El 27 de abril de 2023 la ruta fue alargada en ambos extremos, llegando por un lado ahora a la estación Y Griega y por el otro lado ampliándose desde la colonia Dos Ríos hasta las colonias Evolución y Colinas del Sol.

### Exposición - Av. México
Esta fue la primera ruta de TransMetro de la estación Exposición, arrancó el 30 de abril de 2005 y fue por esta ruta que el sistema cambió de nombre de PreMetro a TransMetro. Esta ruta es un sistema BRT con carril confinado y estaciones establecidas a lo largo de la Av. Pablo Livas, es operada por Grupo Trees con 21 unidades Marcopolo BYD Torino Eléctrico de piso alto desde el 15 de marzo de 2024. Este sistema cuenta con estaciones de piso alto establecidas, el pasaje debe pagarse en la estación de TransMetro por lo cual en cualquier estación se puede ascender o descender de la unidad. Sus estaciones son las siguientes:
| - 1. Estación Exposición - 2. Benito Juárez (Av. Benito Juárez y C. Tolteca) - 3. Tolteca Poniente (Parque Tolteca Poniente) - 4. Tolteca Oriente (Parque Tolteca Oriente) - 5. Nuevo León (Av. Nuevo León y C. Villa Franca) - 6. 15 de Mayo (Av. Pablo Livas y C. 15 de Mayo) - 7. Los Reyes (Av. Pablo Livas y C. Los Reyes) - 8. Fidel Velázquez (Av. Pablo Livas y C. Fidel Velázquez) - 9. Noche Buena (Av. Pablo Livas y C. Noche Buena) | - 10. Serafin Peña (Av. Pablo Livas y Av. Serafín Peña) - 11. Arturo B. de la Garza (Av. Pablo Livas y Av. Arturo B. de la Garza) - 12. Evolución (Av. Pablo Livas y C. Evolución) - 13. Francisco Zertuche (Av. Pablo Livas y Av. Francisco Zertuche) - 14. Dalia (Av. Pablo Livas y C. Dalia) - 15. Acacia (Av. Pablo Livas y C. Acacia) - 16. Monserrat (Av. Pablo Livas y C. Monserrat) - 17. Rincón de Guadalupe (Av. Pablo Livas y C. Rincón de Guadalupe) - 18. México (Av. Pablo Livas y Av. México) |

### Exposición - Juárez - Valle del Roble
Esta ruta inició operaciones el 25 de febrero de 2023, es operada en conjunto por Grupo Lazcano y TUESA con 18 unidades Fotón C12. Recorre toda la Av. Benito Juárez, la cual posteriormente cambia de nombre a Carr. Juárez - Cadereyta, hasta la Av. del Roble en la colonia Valle del Roble, continúa por esta última hasta incorporarse a la Av. del Álamo para posteriormente continuar por Av. del Olmo, su punto de retorno es la rotonda del cruce de la avenida anterior con la calle Eucalipto.

#### Alimentador Cadereyta Plaza - Bellavista - Valle de los Encinos
El 17 de abril de 2023 fue lanzado un ramal alimentador a esta ruta. Es operado en conjunto por Grupo Lazcano y TUESA con una flotilla de 4 unidades Fotón C12, su punto de enlace es el cruce de la Carr. Juárez - Cadereyta y Av. del Roble. Recorre la Carr. a Reynosa hasta el centro de Cadereyta, se incorpora a la calle Miguel Hidalgo hasta la Carr. Cadereyta - Allende, posteriormente, recorre las calles Pedro Moreno, Miguel Hidalgo y Puerto San Jorge en las colonias López Mateos, Framboyanes y Real de Cadereyta. Su recorrido fue modificado el 9 de octubre de 2023, desde entonces el recorrido continúa por la calle Puerto La Paz hasta el Libramiento hasta Av. del Sabino en la colonia Valle de los Encinos, su recorrido dentro de esta colonia es por esta última, así como por las calles Villa Hermosa y Almez.

### Exposición - Col. Zaragoza - 21 de Enero
Inició operaciones el 26 de abril de 2023, es operada en conjunto por Grupo Lazcano y TUESA con 3 unidades Fotón C12. Parte de la estación por la Av. Plutarco Elías Calles y continúa por la Av. Lázaro Cárdenas hasta incorporarse en la calle Tixtla, continúa por 6 de noviembre y 12 de octubre hasta la Av. San Sebastián, su punto de retorno es el cruce de esta última con Av. López Mateos.

### Sendero - San Nicolás - Apodaca
Arrancó operaciones el 1 de octubre de 2008, es operada por COREMTY con una flota de unidades Yutong E12. Su recorrido parte de la estación por la Av. Sendero Divisorio, continúa por esta hasta la Av. Jorge González Camarena la cual toma para incorporarse a la Av. Afganistán, continúa por esta última hasta su cruce con Av. Concordia, en la zona de Citadina en el municipio de Apodaca, siendo este su punto de retorno.

### Sendero - Monterreal
Inició sus operaciones el 1 de octubre de 2008, es operada por Transpaís con una flota de unidades Marcopolo Torino G7 LE. Recorre la Carr. a Colombia hasta incorporarse a la Av. Benito Juárez, recorre esta hasta la Av. Paseo de la Amistad en el municipio de Escobedo, su punto de retorno es el cruce de Av. Paseo de la Amistad con Av. Las Torres.

### Sendero - Fomerrey 9
Esta ruta inició operaciones el 1 de octubre de 2008, es operada por Transpaís con 13 unidades modelo Marcopolo Torino G7 LE. Su recorrido inicia en la estación Sendero y parte de esta por la Av. Sendero Divisorio, continúa por esta última hasta incorporarse a la Av. Raúl Salinas por la cual continúa hasta la Av. Plinio Ordóñez, teniendo su punto de retorno en el cruce de esta última con la calle Tonalá.

### Sendero - Casco - Pedregal
Esta ruta arrancó su operación el 22 de mayo de 2023, es operada por Transpaís con 6 unidades modelo Marcopolo Torino G7 LE. Esta ruta parte de la estación Sendero por la Av. Las Torres, continúa por esta hasta girar por la Av. Raúl Caballero Escamilla, tras tomar esta última entra al centro de Escobedo y continúa recorriendo este mediante la calle Abasolo hasta salir del mismo, posteriormente, continúa por Av. Las Torres hasta la calle Titanio, una vez en este punto continúa por la última hasta la Av. Santiago Roel llegando a la colonia Pedregal del Topo Chico donde finaliza su recorrido.

### Sendero - Metroplex
Es operada por Grupo Lazcano con una flota de 10 unidades Fotón C12, comenzó a circular el 6 de septiembre de 2023. Parte desde la estación Sendero por la calle Nueva Escocia y Carretera a Colombia para incorporarse a Av. Concordia, continúa por esta última hasta la calle E Sexta, posteriormente toma la calle Diego Diaz de Berlanga hasta la Av. Estelaris en la zona de Cosmopolis, continúa por Av. Gasoducto para llegar a la colonia Portal de Santa Rosa vía Av. Hacienda Santa Irma, después toma la Av. Real de Santa Rosa hasta la calle Río Pesquería, corre por esta última hasta su retorno en el fin de la misma.

### Sendero - Fernando Amilpa
Este ramal fue lanzando en conjunto con el ramal anterior el 6 de septiembre de 2023, sin embargo fue lanzado un circuito alimentador al mismo. El 18 de octubre de 2023 fue alargada la ruta hasta la estación Sendero dejando de ser un circuito alimentador para convertirse en una ruta independiente, esto tras solicitudes de los usuarios de este ramal. El recorrido comienza en el cruce de las calles López Mateos y Jardines de la Primavera en la colonia Jardines de Monterrey, después recorre las calles Gral. Manuel M. Dieguez y Balcones del Norte para reintegrarse a la calle López Mateos, posteriormente se integra a la Carretera Monterrey - Nuevo Laredo hasta incorporarse a la Av. Concordia para tomar la Carretera a Colombia hasta la estación Sendero. De regreso el recorrido parte por las mismas avenidas, sin embargo entra a la colonia Fernando Amilpa por la calle Guayaba, se incorpora a la calle de las Frutas hasta tomar la calle Naranja, después toma las calles Blas Chumacero y Madero para llegar a la calle Verdura y mediante la calle Champiñón se integra a la calle Chayote para llegar a la calle López Mateos hasta el final de su recorrido el cual es su punto inicial.

### Sendero - Miravista
Esta ruta fue lanzada el 14 de diciembre de 2023 en conjunto con el ramal Buenavista. Es operado con unidades Marcopolo Torino G7 Low Entry. Recorre la Carr. a Colombia desde la estación hasta la Av. Concordia, la cual recorre hasta la calle Gral. Lázaro Cárdenas hasta la 5.ª Avenida para integrarse a la Av. Jardines del Canadá, en la colonia del mismo nombre, continúa por la calle Miguel Hidalgo hasta Abasolo para incorporarse a Nicolás Bravo, en el centro de Escobedo, su punto de retorno es el cruce de esta última con Vía Monterrey - Torreón.

### Sendero - Buenavista
Inició operaciones el 14 de diciembre de 2023, es operada por Transpais con unidades Torino G7 Low Entry. Parte de la estación por la Av. Sendero Divisorio hasta la Av. Raúl Salinas hasta el Libramiento, se incorpora a la Av. Chocolate para continuar por el Anillo Periférico hasta la Av. San Francisco de Asis, continúa por la Av. Sendero Divisorio hasta entrar a la colonia Buenavista por la Av. Paraíso para recorrer la Av. Vista Regia, se incorpora a la calle Constitución y continúa por las calles Artículo 3, República Mexicana y Artículos 5 para incorporarse a la Av. Independencia, en la colonia Alianza Real, gira por Av. Paseo de las Aves y retorna en el cruce de esta con Av. Antiguo Camino a San Miguel en la colonia Privadas de Camino Real II.

#### Alimentador Palmiras - Buenavista
El 14 de diciembre de 2023 fue lanzado un ramal alimentador a esta ruta, así como también para el ramal Mitras - Villas de San Francisco. Este ramal es operado con unidades Marcopolo Torino G7 LE y tiene el punto de enlace en el cruce de las calles Paseo de las Aves y Av. Constitución en la colonia Privadas de Camino Real II, parte por Av. Constitución para incorporarse a la Av. Camino a las Pedreras hasta la Av. Palmiras, en la colonia del mismo nombre, retorna en el cruce de esta con Av. 2 hacia el punto de enlace.

### San Nicolás - Jaral
Esta ruta comenzó a operar el 26 de agosto de 2024, es operada con una flotilla de unidades Golden Dragon XML6105GMNC. Recorre la Av. Universidad hasta su fin, donde se incorpora por la Carretera a Colombia y posteriormente por Carretera a Monclova, se incorpora por Av. El Jaral para dar servicio a los diversos sector de la colonia El Jaral, así como a las colonias Antares y Villas del Arco.

### Universidad - Las Puentes
Esta ruta comenzó a operar el 1 de octubre de 2008, es operada por Grupo Lazcano con una flotilla de 6 unidades Marcopolo Scania MP60 LE MX de piso bajo. Recorre la Av. Universidad hasta el centro de San Nicolás, brindando servicio a este último así como a los distintos sectores de la colonia Las Puentes que están sobre las avenidas Las Puentes, Pico Bolívar y Coordillera de los Andes en el municipio de San Nicolás de los Garza.

### Universidad - Santo Domingo
Comenzó su operación el 1 de octubre de 2008, es operada por Grupo Lazcano con una flotilla de 9 unidades Marcopolo Scania MP60 LE MX de piso bajo. Recorre la Av. Universidad hasta el centro de San Nicolás mediante la calle Nicolás Bravo, posteriormente toma la Av. Arturo B. de la Garza para incorporarse por Av. Santo Domingo, recorre esta última hasta girar en la Av. Diego Díaz de Berlanga para terminar su recorrido en el cruce de esta última con Av. Anillo Eléctrico.

### Universidad - Preparatoria Emiliano Zapata - Cumbres
Esta ruta arrancó operaciones el 21 de marzo de 2024, es administrada por Grupo SATI y operada con unidades CRRC TEG6890NG01. Parte del cruce de Av. Universidad y C. Munich, continúa por las Av. Fidel Velázquez y Manuel L. Barragán para incorporarse a la Av. Almazán, utiliza la calle  San Martín para incorporarse a la Av. Rodrigo Gómez, en este punto brinda servicio a la Preparatoria y Universidad Emiliano Zapata. Continúa por la Av. Rodrigo Gómez y se incorpora a la Av. Rangel Frías, en el cruce de esta última con Av. Aztlán ofrece una conexión cercana a la línea 1 de Metrorrey, dada la cercanía de la estación a este punto, continúa por la misma avenida hasta la 15.ª Avenida, tras recorrer esta última se incorpora a la calle Zapopan para continuar por Av. de la Cima hasta la Av. Paseo de los Leones, tras circular por esta última se incorpora a la Av. Rangel Frías nuevamente para regresar a la estación Universidad bajo el mismo recorrido.

### Universidad - Nogalar - Hospital Metropolitano
Esta ruta arrancó operaciones el 21 de marzo de 2024, es administrada por Grupo SATI y operada con unidades CRRC TEG6890NG01. Parte del cruce de Av. Universidad y C. Múnich, se incorpora a la Av. Nogalar hasta Av. Los Ángeles, tras recorrer la anterior se incorpora a Av. López Mateos hasta la estación Hospital Metropolitano, en este punto retorna por Av. López Mateos y Av. Nogalar hasta la estación Universidad. Esta ruta ofrece una alternativa al recorrido entre las estaciones Hospital Metropolitano y Universidad, recorriendo el tramo en menor tiempo evitando el centro de la ciudad.

### Universidad - Asarco - Mederos
Inició operaciones el 6 de febrero de 2024, es operada en conjunto por Grupo Lazcano con unidades Marcopolo Torino G7 LE. Esta ruta parte de la estación Universidad por Av. Guerrero, pasando por la estación Asarco del sistema Ecovía, después se incorpora por las avenidas Juárez, Guerrero y Zuazua, pasando por las estaciones Padre Mier y Zaragoza de la línea 2, posteriormente continua por la calle Aramberri hasta incorporarse a Av. Revolución, finalmente se incorpora a la Av. Garza Sada hasta su cruce con la Av. Lázaro Cárdenas para brindar servicio al campus Mederos de la UANL. 

### Santa Lucía - Garza Sada - Carretera Nacional
Es operada por Grupo TUS con 18 unidades Marcopolo Yutong Attivi, su inicio de operaciones fue el 9 de mayo de 2025. Parte de la estación Santa Lucía por la Av. Félix U. Gómez, desviándose de esta por Constitución para recorrer los alrededores de la Macroplaza y enlazar con la estación Zaragoza, posteriormente sale de dicha zona para integrarse a la Av. Garza Sada, pasando por el Tecnológico de Monterrey, su punto de retorno es en la zona de la Estanzuela.

#### Alimentador Mederos - El Uro
En conjunto con el ramal anterior, el 9 de mayo de 2025 fue lanzado un ramal alimentador, el cual es operado por Grupo TUS con 2 unidades Marcopolo Yutong Attivi. Parte del cruce de las avenidas Lázaro Cárdenas y Garza Sada corriendo por esta última, la cual posteriormente cambia de nombre a Carretera Nacional, su punto de retorno es la zona de El Uro.

### Hospital Metropolitano - Diego Díaz
Arrancó operaciones el 14 de diciembre de 2022, es operada por Grupo Lazcano con unidades Fotón C12. Recorre la Av. Diego Díaz de Berlanga desde Av. de la Juventud hasta la zona de Citadina en el municipio de Apodaca. El 19 de abril de 2023 se alargó el recorrido hasta la calle E-Sexta en su cruce con Estelaris, en la colonia Metroplex.

### Hospital Metropolitano - Casa Blanca
Su operación inició el 8 de febrero de 2023, es operada por COREMTY con unidades Yutong E12. Recorre la calle Antiguo Camino a Apodaca, para después recorrer las avenidas Los Pinos y Casa Blanca en la zona de Casa Blanca. El 22 de marzo de 2023 se alargó el recorrido por las avenidas Miguel Alemán y Rómulo Garza para brindar servicio a la zona Citadel/La Fé, después de la suspensión del servicio del transmetro Hospital Metropolitano - Los Pinos debido al bajo pasaje en este.

### Hospital Metropolitano - Rómulo Garza - Pueblo Nuevo
Al igual que el anterior, arrancó sus operaciones el 8 de febrero de 2023 y es operada por COREMTY con unidades Yutong E12. Recorre las avenidas Rómulo Garza, Héctor Caballero y Río Orinoco. Brinda servicio a las zonas aledañas a la Av. Rómulo Garza, así como a las colonias La Noria, Valles de Huinalá, Los Alamos y Pueblo Nuevo, pasando por el Parque Industrial El Sabinal en Apodaca.

### Hospital Metropolitano - Anillo Eléctrico
Fue la tercera ruta que inició operaciones el 8 de febrero de 2023, también operada por COREMTY con unidades Yutong E12. Su recorrido es paralelo al del transmetro Diego Díaz, con recorrido por la calle Torres de Santo Domingo, hasta la Av. Anillo Eléctrico, su punto de retorno es el cruce de las avenidas Antiguo Camino al Mezquital y Anillo Eléctrico, al igual que el transmetro Santo Domingo de la línea 2, por lo que es una opción alterna a los transmetros Diego Díaz y Santo Domingo. 

### Hospital Metropolitano - Fomerrey 11
Inicio servicio el 3 de noviembre de 2023, cuenta con una flotilla de 1 unidad CRRC TEG6890NG01. Parte de la estación por López Mateos hasta la calle Cuitláhuac, recorre esta última para incorporarse a la calle Chihuahua y después a la calle Díaz Ordaz, posteriormente toma la calle Orquídea, se incorpora a la calle Tizoc hasta la calle Cacama, donde finaliza su recorrido. En dirección al metro realiza el mismo recorrido con la diferencia de que tomar la calle 13 de septiembre en lugar de la calle Orquídea y toma la calle Xicotencatl en lugar de la calle Cuitláhuac.

### Lincoln - Mitras - Ruiz Cortines - Valle Soleado
Comenzó a operar el 28 de enero de 2014 bajo el nombre de Ecovía, posteriormente se incorporó al sistema TransMetro el 26 de agosto de 2024. La ruta recorre las avenidas Lincoln y Ruiz Cortines, desde la zona de Mitras Poniente hasta la zona de Valle Soleado. Cuenta con un total de 40 estaciones que recorren de poniente a oriente el área metropolitana de Monterrey, es operada con unidades ZhongTong GoldenStar Fashion 4000, las cuales corren por las avenidas mediante un carril confinado. Las estaciones son las siguientes:
| - Lincoln - Astros - Cumbres - Plumbago - Plutarco Elías Calles - Embotelladora - Panteón Municipal - Cardenal - Valle Verde - Cardiología | - Santa Cecilia - Villa Mitras - Rangel Frías - Tránsito - Laredo - Rodrigo Gómez - Mitras - Celulosa - 20 de Noviembre - Hidalgo | - Bella Vista - Asarco - Cementos - Ruiz Cortines - Clínica 15 - Coyoacán - Churubusco - Vidriera - Adolfo Prieto - Las Américas | - Central de Carga - Tauro - Miguel Alemán - Calle Nueva - De La Zanja - Aceros - Guadalajara - San Miguel - Valle Fértil - Valle Soleado |

## Futuro
Las siguientes son rutas de nueva creación y/o rutas existentes que recibirán modificaciones en un futuro y han sido adjudicadas a alguna empresa transportista para su operación:
- Hospital Metropolitano - Aeropuerto: Con 12 unidades recorrerá la Av. Rómulo Garza, continuando por Miguel Alemán hasta la Clínica 67 del IMSS y posteriormente girando para llegar al Aeropuerto Internacional de Monterrey, dicha ruta se adjudicó a COREMTY.[11][n 1]
- Eloy Cavazos - Jardines del Río: Será administrada por Grupo SATI con 9 unidades. Su recorrido iniciará en la estación antes mencionada partiendo por Av. Benito Juárez hasta tomar la Av. Plutarco Elías Calles, continuará por Av. Lázaro hasta la calle 12 de octubre, por esta última continuará hasta tomar Av. López Mateos, girará por calle Circunvalación circulando por esta la calle Modesto Alanis, circula por la última hasta la Av. Benémerito de las Américas por la cual llegará a la zona de las colonias Benito Juárez, Jardines del Río y Jardines de Guadalupe.[12]
- Eloy Cavazos - El Realito: Será administrada por Grupo SATI con 7 unidades. Su recorrido iniciará en la estación antes mencionada partiendo por la calle Arteaga en el centro de Guadalupe, continúa por esta hasta la calle Valle de Marsala para llegar a la calle Paseo de las Américas, por esta última llegará a la Av. Revolución, una vez por Av. Revolución circulará hasta tomar la Av. Alfonso Reyes hasta su punto de retorno en la Universidad Tecmilenio Las Torres Mty[12].